# Регіональний ландшафтний парк «Гуцульщина»
«Гуцу́льщина» — регіональний ландшафтний парк в Україні. Розташований у межах Косівського району Івано-Франківської області. 

## Загальні відомості
Площа природоохоронної території 50 000 га, 44 448 га лісів та 2 351 га чагарників, що охоплювало майже всю гірську частину району. Після створення НПП «Гуцульщина» територію РЛП «Гуцульщина» інколи вказують 17728 га. Створений на основі розпорядження № 451 Івано-Франківської облдержадміністрації від 15 серпня 1996 року для захисту і збереження унікальних природних комплексів та етнокультурного середовища. На базі частини парку повинен був створений Національний природний парк «Гуцульщина» площею 32271 га згідно з рішенням Косівської районної ради від 25 червня 1998 та Указу Президента України від 14 травня 2002 року. 
Землекористувачем парку є Косівська районна рада. Ландшафтний парк розташований на теренах Державного підприємства «Кутське державне лісове господарство» та Державного підприємства «Косівське мисливськолісове господарство». На Першій Міжнародній науково-практичній конференції «Проблеми Гуцульщини» прийняли ухвалу про необхідність створення ландшафтного парку. Після 1996 року через брак коштів процес створення структур регіонального парку був сповільнений і призупинений.

### Території природно-заповідного фонду у складі РЛП «Гуцульщина»
Нерідко, оголошенню національного парку або заповідника передує створення одного або кількох об'єктів природно-заповідного фонду місцевого значення. В результаті, великий РЛП фактично поглинає раніше створені ПЗФ. Проте їхній статус зазвичай зберігають. 
До складу території регіонального ландшафтного парку «Гуцульщина» входять такі об'єкти ПЗФ України: 
- Заказник місцевого значення «Терношори», лісовий
- Заказник місцевого значення «Ріка Пістинька з прибережною смугою», гідрологічна
- Заказник місцевого значення «Ріка Рибниця з прибережною смугою», гідрологічна
- Пам'ятка природи місцевого значення «Камінець», ботанічна
- Пам'ятка природи місцевого значення «Пізньоцвіт», ботанічна
- Пам'ятка природи місцевого значення «Кляуза», ботанічна
- Пам'ятка природи місцевого значення «Тюльпанове дерево», ботанічна
- Пам'ятка природи місцевого значення «Горіх чорний», ботанічна
- Пам'ятка природи місцевого значення «Шешорський водоспад», гідрологічна
- Пам'ятка природи місцевого значення «Пістинська соляна криниця», гідрологічна
- Пам'ятка природи місцевого значення «Уторопські соленосні джерела», гідрологічна
- Пам'ятка природи місцевого значення «Яворівський Гук», геологічна
- Пам'ятка природи місцевого значення «Шепітський Гук», геологічна
- Пам'ятка природи місцевого значення «Косівський Гук», геологічна
- Пам'ятка природи місцевого значення «Косівська гора», геологічна
- Пам'ятка природи місцевого значення «Виступи вапняку», геологічна
- Пам'ятка природи місцевого значення «Пістинські сланці», геологічна
- Пам'ятка природи місцевого значення «Терношорська Лада», геологічна
- «Дендропарк ім. А. Тарнавського»

## Опис
Терени регіонального ландшафтного парку розташовані в межах переходу від рівнинної підобласті до гірськокарпатської підобласті атлантико-континентальної області помірного поясу. Клімат парку відзначається надмірною вологістю, нестійкою весною, не надто спекотним літом, теплою осінню і м'якою зимою. У даному регіоні найпоширеніші бурі гірсько-лісові ґрунти з високою кислотністю, низьким вмістом основних елементів живлення. Трапляються також гірсько-лісові підзолисті, дерново-буроземні. Згідно з геоботанічним районуванням ця територія належить до Карпатського округу Східнокарпатської провінції Середньоєвропейської провінції Голарктики. Таке розташування сприяє значному видовому багатству флори і фауни. Однак розвиток туризму, рекреаційних закладів призвів до збільшення техногенного й антропогенного навантаження і, як наслідок, до деградації природних комплексів, зменшення чисельності видів рослин і тварин. 
Частини парку на час створення охоплювали низькогірні терени Зовнішніх Східних Карпат, де дев'ять хребтів простягаються з північного заходу на південний схід. Територія парку складається з декількох зон, з яких можна виокремити передгірну з пасмом низькогірних височин Покутського Передкарпаття заввишки 350—800 м над р. м. Ці низькогірні хребти простягаються паралельно до середньогірних хребтів пасма Зовнішніх Східних Карпат, званого Покутсько-Буковинські Карпати заввишки 800—1000 м над р. м. Висота хребтів зростає у західному напрямку. Найвищою вершиною парку є гора Грегіт заввишки 1472 м. Характерною особливістю гірських пасом парку є їхні доволі пологі м'які схили, що належать до Складчастої області Українських Карпат. Внаслідок процесів ерозії, вивітрювання на хребтах Зовнішніх Карпат виступають гострі форми рельєфу зі скельними виступами значної висоти, кам'яні розсипи переважно у місцях виходу пісковиків. На хребті Сокільський виступає до 20 скель-останців заввишки 20—40 м. Сокільська скеля визнана геологічною пам'яткою природи, а на скелі Тутурівський камінь виявлено наскельні зображення — петрогліфи. Схожі зображення археологи виявили на Писаному Камені. 

### Флора

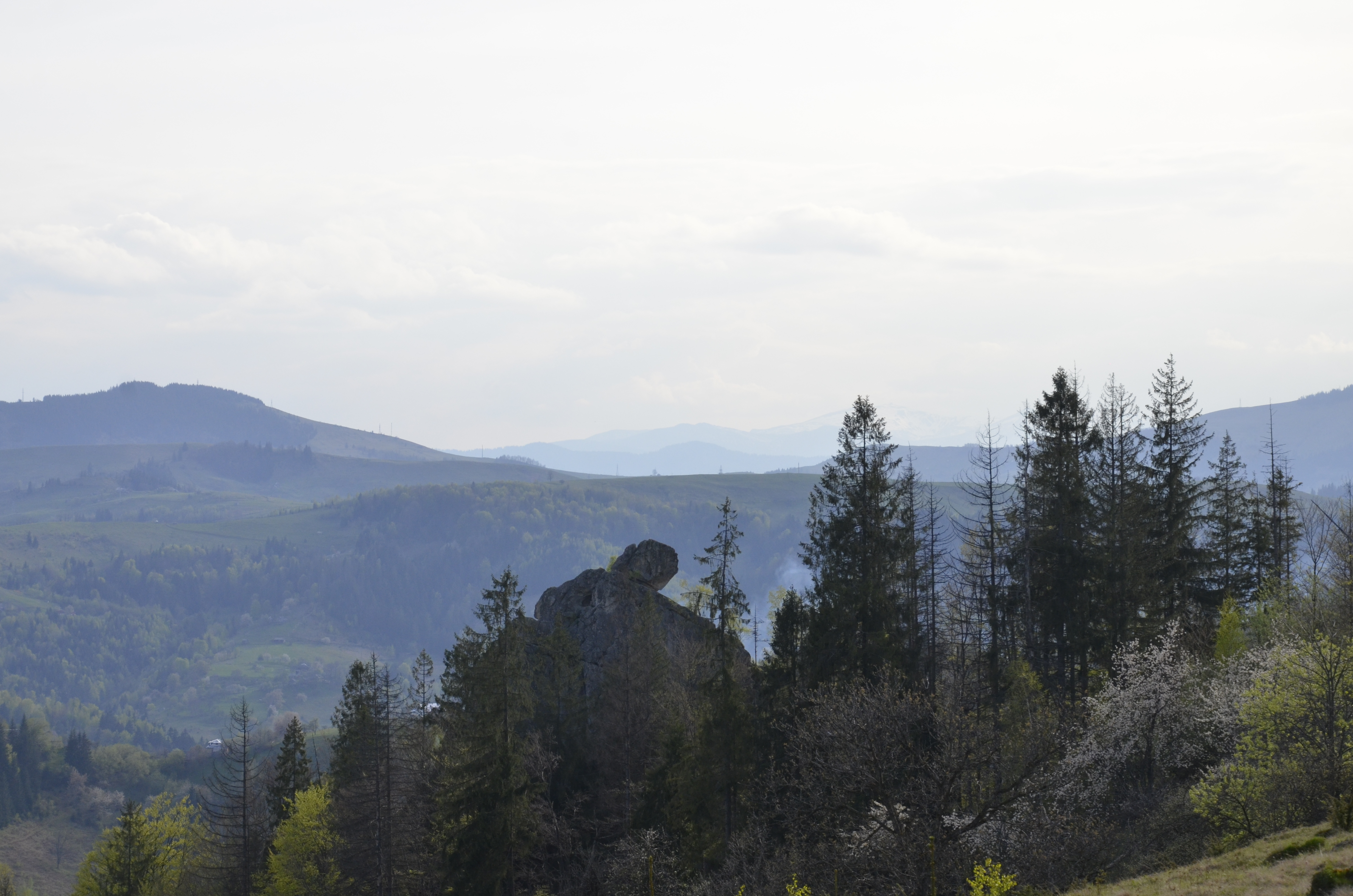

Покриті мішаними і хвойними лісами (ялина, ялиця, сосна). У нижньому поясі переважають букові ліси, у верхньому ярусі гірські луки використовуються як літні пасовища. Трапляються букові праліси на хребтах Сокільському і Кам'янистому, смерекові ліси віком понад 140 років під Ґреготом площею понад 100 га і під Ігрецем в урочищі Кагла понад 50 га. 
На теренах парку ростуть червонокнижна сосна кедрова, тис ягідний, модрина польська, близько 1000 видів трав, з яких 18 видів занесено до Червоної книги України, зокрема любка дволиста, любка зеленоквіткова, зозульки, арніка гірська, місячниця оживаюча, плаун колючий, баранець звичайний, беладонна, скополія карніолійська, підсніжник звичайний, шафран Гейфеля, пізньоцвіт осінній, лілія лісова, до 55 травникових видів на гірських луках.

### Фауна
У ландшафтному парку відзначається доволі значне біорізноманіття фауни. Однак внаслідок значного антропогенного втручання, внаслідок розвитку туристичної мережі зони їхнього життєвого простору постійно і невпинно зменшуються. Доволі значна кількість представників фауни на теренах парку вже занесена до Червоної книги України, додатків до Бернської Конвенції про охорону дикої флори та фауни і природних середовищ існування в Європі та перебуває у загрозливому стані. Найбільших видових змін зазнає впродовж року популяція птахів завдяки перелітним і мігруючим видам. Загалом на тут налічується до 158 видів птахів, з яких 16 червонокнижних. Зафіксовано 871 вид тварин, серед яких 68 червонокнижних, до 125 видів перебувають у додатках до Бернської конвенції, 18 у списку Європейському Червоному списку. 
Тут трапляються доволі рідксні види:
- комахи — джміль моховий[16], вусач мускусний[17], в тому числі і метелики подалірій[18], бражник мертва голова[19], аполлон[20];
- плазуни — гадюка звичайна, мідянка[21], вуж звичайний, веретільниця ламка, полоз лісовий;
- земноводні — саламандра плямиста[22], ендемік тритон карпатський[23], тритон гірський[24], жаба прудка[25], ящірка живородна;
- риби — чоп малий[26], лосось дунайський[27], мінога українська[28];
- птахи — лелека чорний[29], глухар[30], беркут[31], пугач[32], сова довгохвоста[33];
- ссавці — кабан, олень благородний, сарна європейська, лисиця, борсук, куниця лісова, вивірка карпатська, видра, кіт лісовий[34], ведмідь бурий[35], рись[36], горностай[37], бурозубка звичайна, полівка руда, миша лісова, соня лісова, їжак, бурозубка альпійська[38], кутора мала[39],
- кажан підковоніс малий[40].